# Imperial State Crown

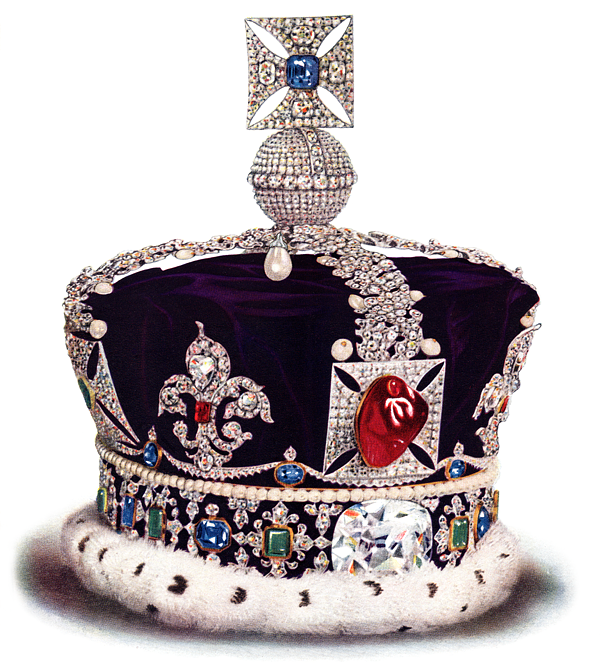
Imperial State Crown är en av Storbritanniens kungakronor.

Imperial State Crown (svenska: Imperiestatskronan) är en av Storbritanniens kungakronor och är, näst kröningskronan S:t Edvards krona, den brittiska monarkins främsta symbol. 
Kronan utgör en del av Storbritanniens riksregalier och förvaras på Tower of London. Kronan är troligen en av världens mest värdefulla artefakter med nära tretusen diamanter, 270 havspärlor och ett trettiotal övriga ädelstenar. Kronan pryds stundtals av världens näst största diamant, Cullinan II diamanten, vilken appliceras i kronans framände.
Kronan används vanligen varje år av den brittiska monarken vid parlamentets öppningsceremoni, där monarken läser upp trontalet ifrån tronen i överhuset iförd riksregalierna och med kronan på huvudet.